# 居住モジュール

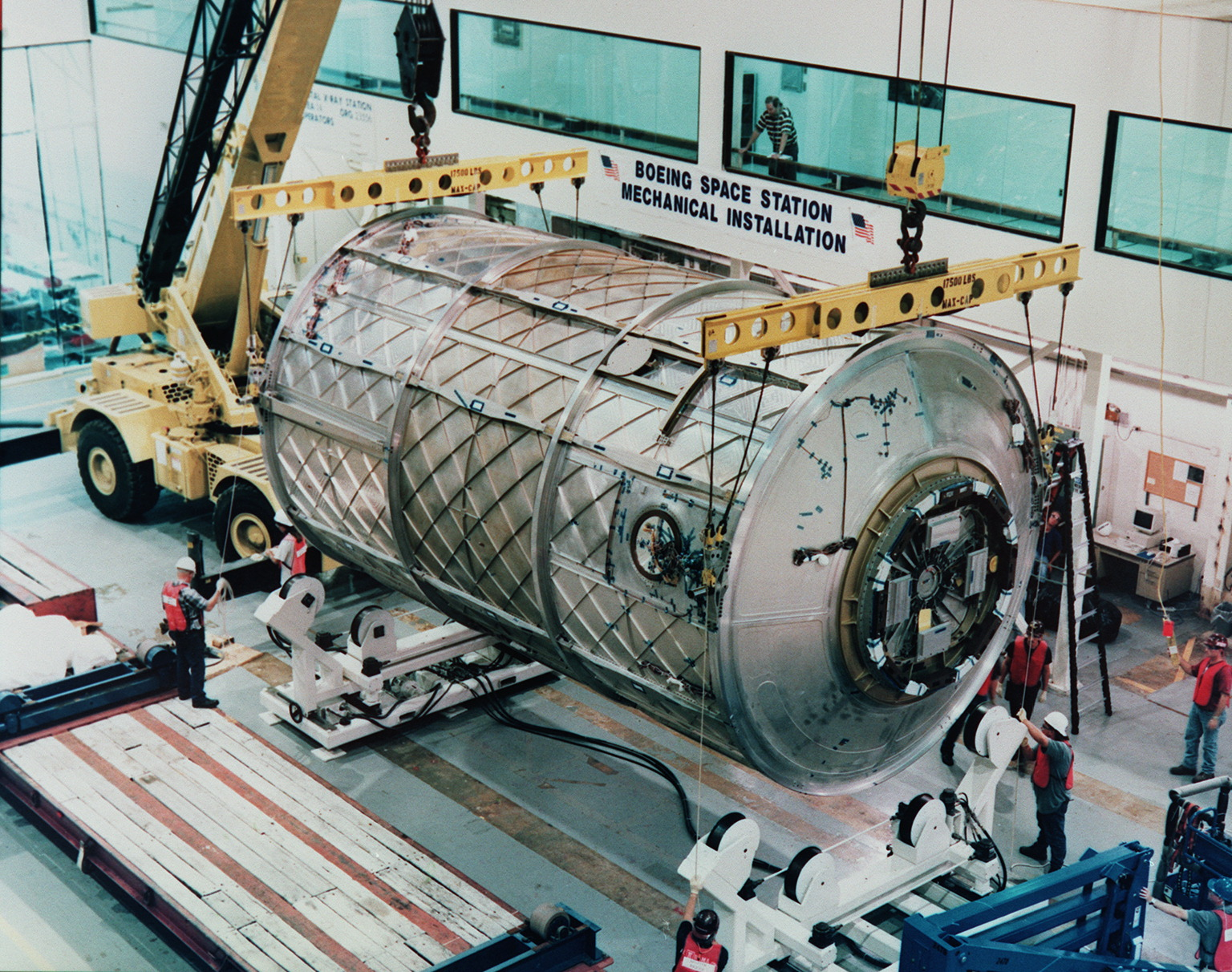
居住モジュール

居住モジュール(Habitation Module)は、調理室、トイレ、シャワー、寝室、医療器具等を備えた、国際宇宙ステーションのメインの居住施設として計画されていた施設である。モジュールの大きさはバス程度であったが、外殻構造が完成した後に中止された。宇宙に送られた場合、トランクウィリティーの部分に設置される予定であった。
ISSにさらに3人の乗組員を居住させるためには、ソユーズTMA以外の救命艇が必要であったが、計画の後半には予算が制約されて計画が延期されていた。さらにコロンビア号空中分解事故を受けて計画の中止が決まった。2006年2月14日には、居住モジュールを将来のミッションのための生命維持の研究施設として再利用することが決まった。
居住モジュールが中止されたことで、ISS内での睡眠場所は2つはロシアの画分に、4つはアメリカの画分にと分散している。しかし宇宙では寝台は必要ではなく、ISSへの訪問者の多くはモジュールの壁に寝袋を吊して睡眠している。
アメリカ合衆国大統領のバラク・オバマは2011年にISSを拡張するための予算を組んでいる。